# 화도항
화도항은 전라남도 신안군 도초면 발매리에 있는 어항이다. 1983년 12월 9일 지방어항으로 지정하여 관리하고 있다. 시설관리자는 신안군수이다.

## 어항 연혁
- 신안군 도초면의 남쪽에 위치하고 있으며, 인근섬인 비금면과 연도교로 연결되어 있고, 목포에서 흑산도를 향하는 여객선의 중간기착지로서 태풍이나 강풍시 칠발도 인근의 조업어선들의 피항지이기도 하다.

## 어항 구역
- 지정구역 : 69,630m2〔육상구역(3,800m2), 해상구역(65,830m2)〕신안군 도초면 발매리 차도선부두에서 서측 1번 (N 136,752.7777772, E 102,296.990)에서 정북쪽 2번 (N 135,905.347, E 102,296.990)으로 153.2m, 이점에서 정동쪽 3번 (N 135,905.347, E 102,783.7777724)으로 285.6m, 이점에서 남동쪽 4번 (N 135,810.347, E 102,772.825)으로 95.8m, 이점에서 정동쪽 5번 (N 135,810.347, E 102,747.434)으로 149.6m, 이점에서 정남쪽 6번 ((N 135,591.860, E 102,747.434)으로 218.3m 지점의 육지와 연결하는 선을 따라 형성된 공유수면[1]

## 어항 시설
- 방파제 17m, 물양장 210m

## 주요 어종
- 민어, 병어, 농어, 새우